# NGC 849
NGC 849 est une galaxie lenticulaire située dans la constellation de la Baleine. NGC 849 a été découverte par l'astronome américain Francis Leavenworth en 1886.

## Caractéristiques
Sa vitesse par rapport au fond diffus cosmologique est de 5 300 ± 39 km/s, ce qui correspond à une distance de Hubble de 78,2 ± 5,5 Mpc (∼255 millions d'al).